# Party in the U.S.A.
Party in the U.S.A. – ósmy singel amerykańskiej piosenkarki pop Miley Cyrus. Autorami piosenki są Łukasz Gottwald, Claude Kelly i Jessie J. Piosenka pochodzi z pierwszego minialbumu The Time of Our Lives. Utwór miał swoją premierę w radiu 3 sierpnia 2009 roku, ale zmieniono datę premiery ze względu na premierę internetową, która odbyła się 29 lipca 2009 roku.
Miley wykonała tę piosenkę na gali rozdania nagród 2009 Teen Choice Awards. Zamiast „And the JAY-Z (zaśpiewała Britney) song was on”, a zamiast w drugiej zwrotce „Britney” zaśpiewała: „And the Michael song was on”. Złożyła w ten sposób hołd zmarłemu Jacksonowi.

## Teledysk
Na początku pojawia się dużo ludzi, a w tłumie stoi czarny samochód z którego wysiada Cyrus. Piosenkarka spaceruje z kilkoma dziewczynami na terenie kina samochodowego. Tańczy i śpiewa na samochodach. W środku klipu pojawia się śpiewająca na tle flagi Ameryki. Pod koniec artystka huśta się w nocy na huśtawce oraz wykonuje utwór na scenie wśród czterech tancerek i rozwieszonej flagi USA. Choreografem i reżyserem klipu jest Chris Applebaum.

## Listy przebojów
| Lista(2009)                  | Pozycja |
| ---------------------------- | ------- |
| Australia ARIA Singles Chart | 9       |
| Canadian Hot 100             | 6       |
| Nowa Zelandia Singles Chart  | 11      |
| U.S. Billboard Hot 100       | 2       |
| UK Singles Chart             | 11      |